# إدي روبسون
إدي روبسون (بالإنجليزية: Eddie Robson) هو كاتب خيال علمي بريطاني، ولد في 20 ديسمبر 1978 في يورك في المملكة المتحدة.

## وصلات خارجية
- إدي روبسون على موقع IMDb (الإنجليزية)
- إدي روبسون على موقع ميوزك برينز (الإنجليزية)